# Tomba Perani

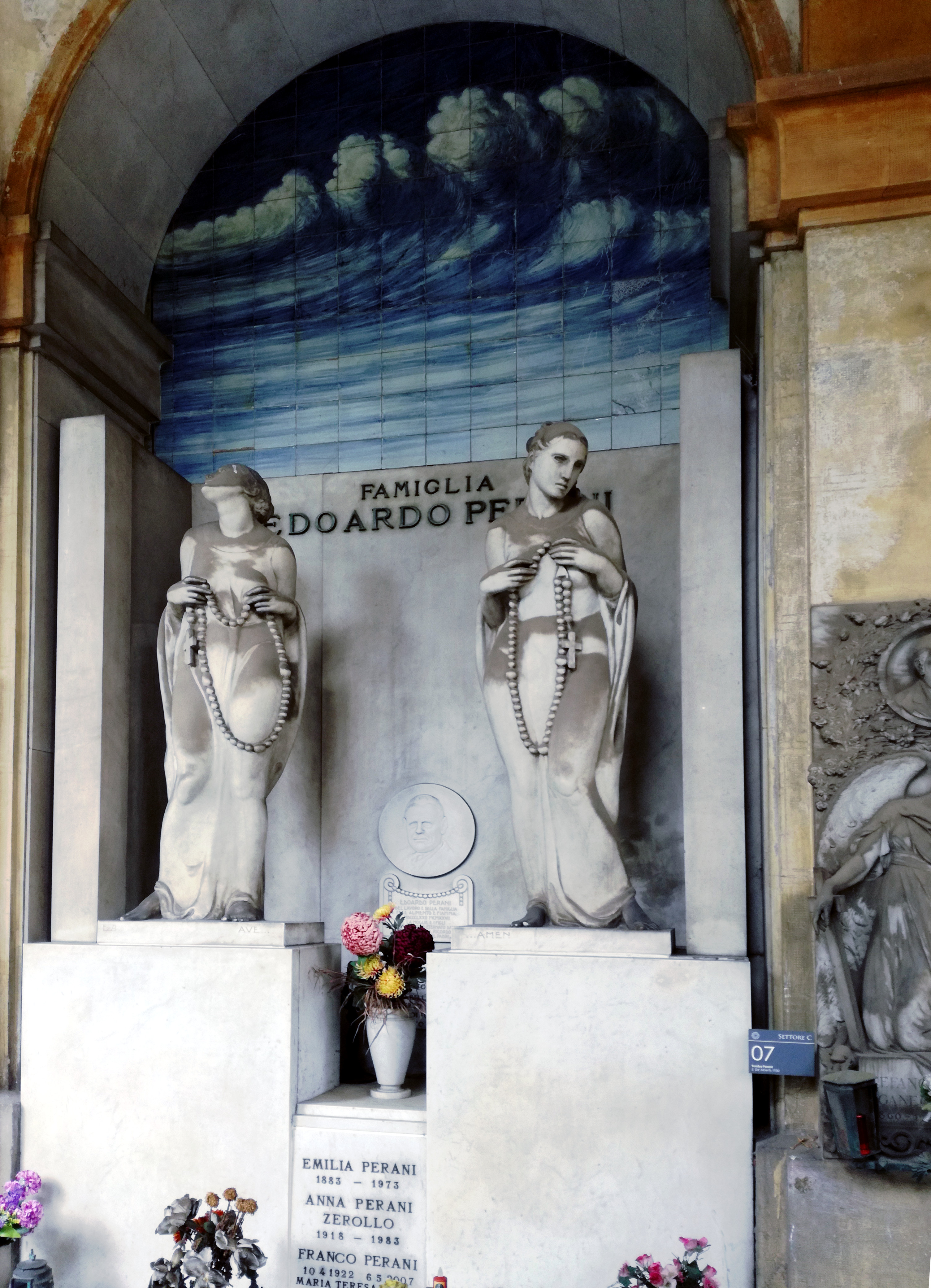
Tomba Perani nel porticato Montino in una foto recente

La Tomba Perani, opera dello scultore Edoardo De Albertis, è situata nel cimitero monumentale di Staglieno a Genova. Fu eseguita per volere di Edoardo Perani, spedizioniere, armatore e costruttore, che volle edificare per sé e i suoi famigliari un monumento adatto a ospitarli.
Il sepolcro dovette essere terminato velocemente a causa della scomparsa del capofamiglia nel 1927, a cinquantacinque anni.
Egli aveva già incaricato il De Albertis di realizzare l'intero sepolcro in uno stile "moderno" con poche decorazioni e simboli, infatti come unico elemento decorativo vennero scolpite due figure femminili col rosario AVE... e ...AMEN.
Il fondale era originariamente pensato in lastre di ardesia nera, ma venne modificato molto velocemente e completato con una finitura a maioliche, su interessamento della vedova Emilietta Perani Rizzi, erede delle fabbriche di mattoni e ceramiche di Piacenza con interessi anche nelle maioliche azzurre di Savona; la moglie lo raggiunse nel 1973 raggiunti i novant'anni.
Le nubi e il mare rappresentati nel fondale ricordavano ai figli e alla moglie la grande passione per il mare e per il lavoro del congiunto.